# Нидершлеттенбах

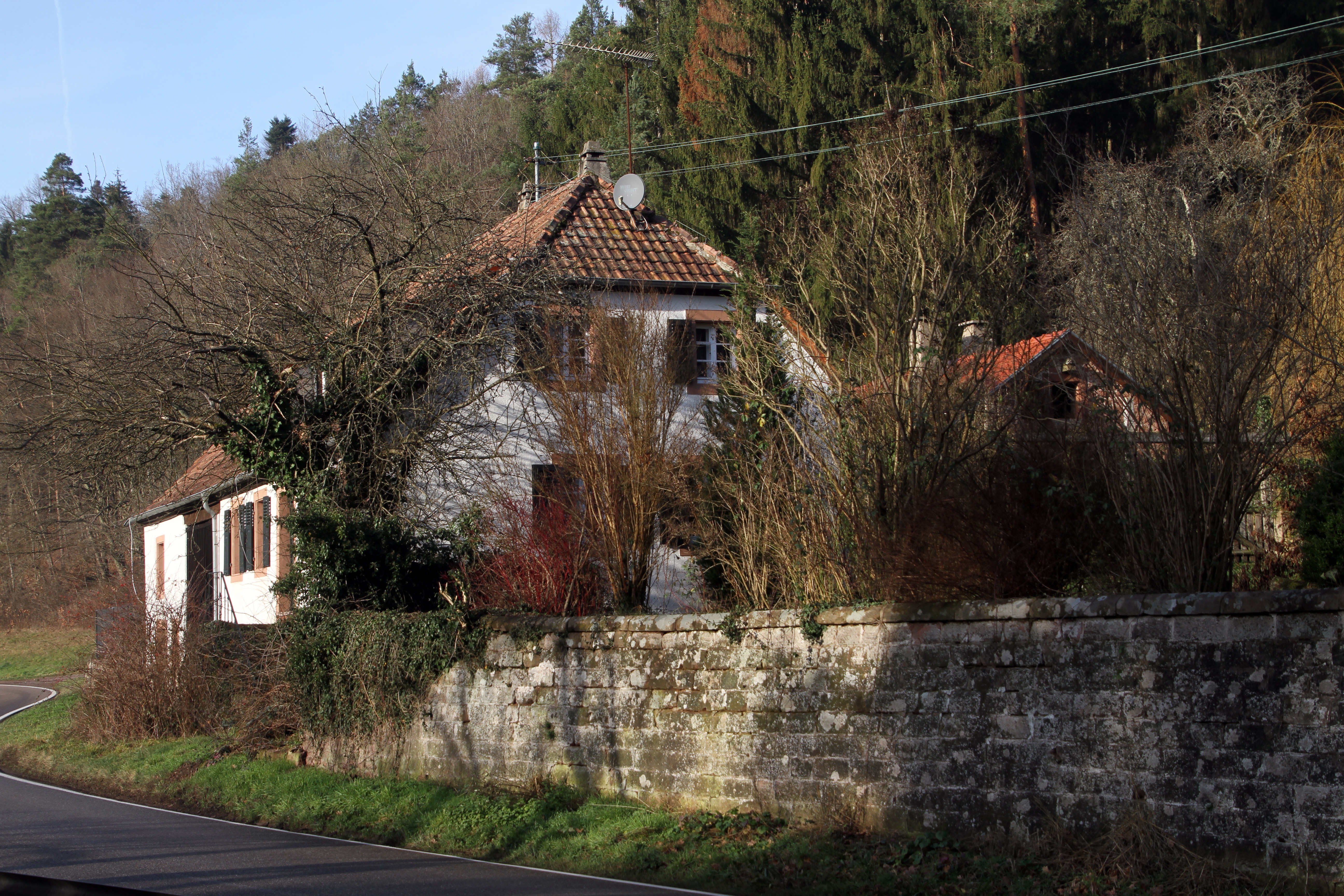

Нидершлеттенбах (нем. Niederschlettenbach) — коммуна в Германии, в земле Рейнланд-Пфальц. 
Входит в состав района Юго-западный Пфальц. Подчиняется управлению Данер Фельзенланд.  Население составляет 323 человека (на 31 декабря 2010 года). Занимает площадь 7,64 км².